# (7804) Boesgaard
(7804) Boesgaard (3083 P-L) – planetoida z grupy pasa głównego asteroid okrążająca Słońce w ciągu 3,78 lat w średniej odległości 2,43 j.a. Odkryta 24 września 1960 roku.